# Harthofanger

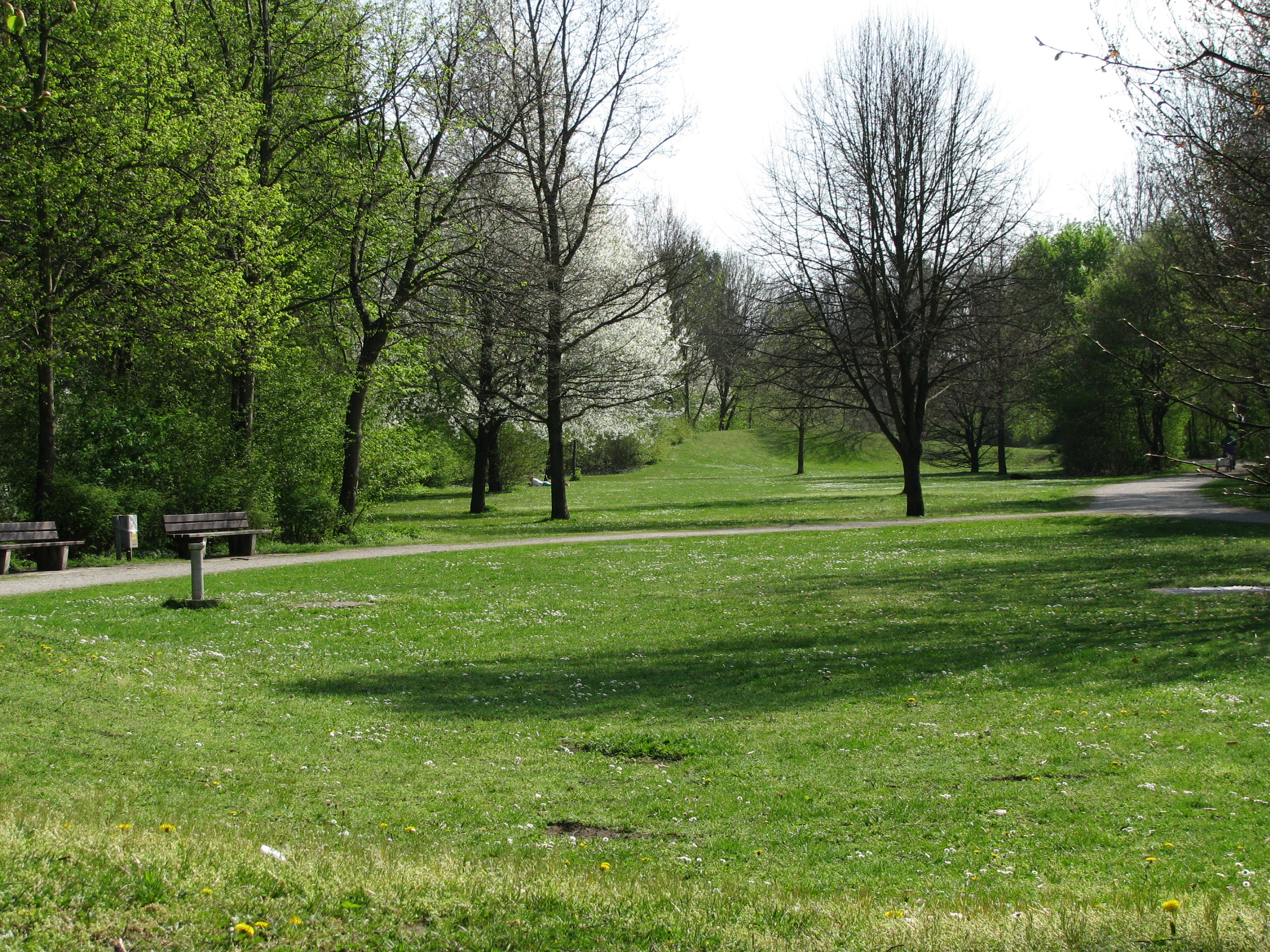
Harthofanger

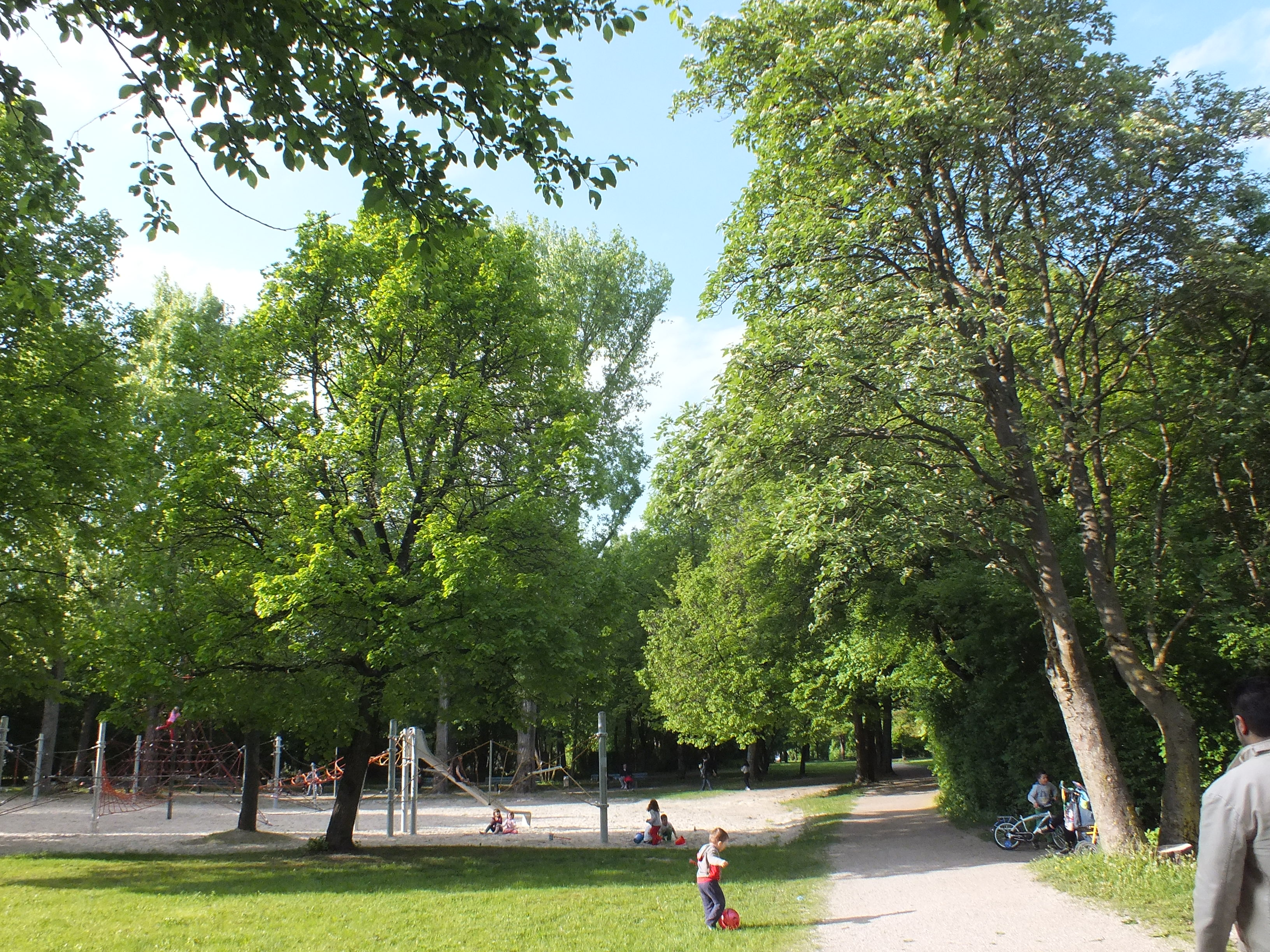
Spielplatz, vor 2014

Harthofanger ist eine Grünanlage nördlich und südlich der Weyprechtstraße in München-Am Hart im Bereich Harthof.

## Beschreibung
Der Park (vergleiche: Anger) besitzt einen Rodelhügel und einen Kinderspielplatz mit Klettergerüst.
An ihr liegt die Balthasar-Neumann-Realschule, die Versöhnungskirche sowie die Kirche St. Gertrud und die U-Bahn-Station Harthof.
Die Erstnennung erfolgte am 21. November 1939.